# Jorge Galindo
Jorge Galindo (Madrid, 9 de noviembre de 1965) es un pintor y artista español de estilo abstracto. Desde 1999 vive y trabaja en Borox, Toledo.

## Evolución estilística
Desde sus primeras obras, expuestas a mitad de los ochenta, Jorge Galindo intercala la pintura con los collages fotográficos. La obra de Galindo esta próxima a la abstracción gestual, concediéndole una especial relevancia a las intervenciones del azar y los aspectos matéricos. De la década de los noventa datan los fotomontajes en los que emplea imágenes procedentes de los medios ilustrados en los años cincuenta y sesenta y en los que se expresa una crítica a la sociedad de consumo. Su primera exposición tiene lugar en la Galería Víctor Martín (Madrid, 1989). Desde 1993 introduce en su obra palabras y textos. En 1994 expone en la Galería Soledad Lorenzo. La obra de Galindo, se ha desarrollado mediante series con una clara unidad temática, aunque expresada con recursos estilísticos de compleja variedad. En 1996 inicia su serie Patchwork, en la que aporta al lienzo tejidos variados. En su obra, la mezcla entre fotografía y pintura produce conjuntos visuales exacerbados, que en ocasiones se aproximan a lo kitsch. Entre sus series más importantes destacan Pintura animal, La vie des bêtes, expuesta en el Espacio Uno del MNCARS. Durante los años 1996-98 Jorge Galindo realizó la menos difundida de sus series, los Patchwork.
Su obra se ha expuesto en galerías de EE. UU., México, Portugal, Italia, Alemania, Bélgica.

### La pintura y la furia
En julio de 2009 presentó en el Museo de Arte Contemporáneo de Castilla y León (MUSAC) la muestra La pintura y la furia, un ambicioso proyecto expositivo de Galindo con cerca de 400 obras, calificado como una declaración de principios en torno al oficio y la posición del pintor en el mundo actual. En la muestra el artista recreó el "caos, barroquismo y teatralidad" de su propio taller, un fiel reflejo de que su "religión es la pintura".